# Urania Millemondi
Millemondi, poi Urania Millemondi, è il nome generico di una serie di antologie che costituiscono una collana fantascientifica e fantasy, definita "figlia" di Urania.
Il primo numero esce nel giugno 1971. Dopo la terza uscita, nel 1973, la collana comincia ad uscire in modo irregolare (prima semestrale poi trimestrale), prendendo il nome della stagione in cui esce.

## Prima serie
| Numero | Autore                      | Titolo                                                                  | Contenuti | Pubblicazione                             | Data          |
| ------ | --------------------------- | ----------------------------------------------------------------------- | --- | ----------------------------------------- | ------------- |
| 1      | Isaac Asimov                | Millemondi 1971: Trilogia galattica di Isaac Asimov                     | Omnibus della Trilogia della Fondazione: 1. Cronache della Galassia 2. Il crollo della Galassia Centrale 3. L'altra faccia della spirale | Supplemento a Urania 568                  | Giugno 1971   |
| 2      | John Wyndham                | Millemondi 1972: Tre romanzi completi di John Wyndham                   | Tre romanzi di fantascienza apocalittica: - Il risveglio dell'abisso - I trasfigurati - Il giorno dei trifidi | Supplemento a Urania 594                  | Giugno 1972   |
| 3      | Murray Leinster             | Millemondi 1973: Tre romanzi completi di Murray Leinster                | Tre romanzi di genere vario: - L'incubo sul fondo - Sbarco nel cratere - Il pianeta dimenticato | Supplemento a Urania 620                  | Giugno 1973   |
| 4      | Fredric Brown               | Millemondinverno 1973: Tre romanzi completi di Fredric Brown            | Tre romanzi di genere vario: - Gli strani suicidi di Bartlesville - Il vagabondo dello spazio - Assurdo universo | Supplemento a Urania 632                  | Novembre 1973 |
| 5      | Clifford D. Simak           | Millemondiestate 1974: Tre romanzi completi di Clifford D. Simak        | Tre romanzi di genere vario: - Oltre l'invisibile - La casa dalle finestre nere - Camminavano come noi | Supplemento a Urania 646                  | Giugno 1974   |
| 6      | Arthur C. Clarke            | Millemondinverno 1974: Tre romanzi completi di Arthur C. Clarke         | Tre romanzi di fantascienza dura: - Ombre sulla Luna - Le guide del tramonto - Polvere di Luna | Supplemento a Urania 658                  | Novembre 1974 |
| 7      | Robert A. Heinlein          | Millemondiestate 1975: Tre romanzi completi di Robert A. Heinlein       | Tre romanzi di fantascienza dura: - Una famiglia marziana - Fanteria dello spazio - La porta sull'estate | Supplemento a Urania 673                  | Giugno 1975   |
| 8      | Philip K. Dick              | Millemondinverno 1975: Tre romanzi completi di Philip K. Dick           | Tre romanzi di genere vario: - Cronache del dopobomba - La città sostituita - L'uomo dei giochi a premio | Supplemento a Urania 684                  | Novembre 1975 |
| 9      | Charles Eric Maine          | Millemondiestate 1976: Tre romanzi completi di Charles Eric Maine       | Tre romanzi di giallo fantascientifico: - Senza traccia - Luna chiama Terra … - B.E.S.T.I.A. | Supplemento a Urania 699                  | Giugno 1976   |
| 10     | Edmond Hamilton             | Millemondinverno 1976: Tre romanzi completi di Edmond Hamilton          | Tre romanzi di space opera: - La spedizione della V Flotta - Il lupo dei cieli - Agonia della Terra | Supplemento a Urania 710                  | Novembre 1976 |
| 11     | Robert A. Heinlein          | Millemondiestate 1977: Due romanzi completi di Robert A. Heinlein       | Due romanzi di fantascienza dura: - La Luna è una severa maestra - Il terrore dalla sesta luna | Supplemento a Urania 725                  | Giugno 1977   |
| 12     | John W. Campbell            | Millemondinverno 1977: La trilogia completa di John W. Campbell         | Omnibus della saga di Aarn Murno il Gioviano: - I figli di Mu - Avventura nell'iperspazio. Fix-up di due testi brevi. - L'atomo infinito | Supplemento a Classici di Fantascienza 8  | Novembre 1977 |
| 13     | John Creasey                | Millemondiestate 1978: Tre romanzi completi di John Creasey             | Omnibus di tre romanzi della saga del dottor Palfrey: - La montagna degli orrori - Terrore su Londra - Il diluvio | Supplemento a Urania 750                  | Giugno 1978   |
| 14     | Eric Frank Russell          | Millemondinverno 1978: 2 romanzi e 7 racconti di Eric Frank Russell     | Due romanzi e una raccolta di racconti di genere vario: - Le sentinelle del cielo - Galassia che vai - Il collezionista. Raccolta di sette racconti creata per il mercato italiano. | Supplemento a Urania 763                  | Novembre 1978 |
| 15     | A. E. van Vogt              | Millemondiestate 1979: Tre romanzi completi di A. E. van Vogt           | Tre romanzi di genere vario: - La casa senza tempo - Il cervello trappola - Tutto bene a Carson Planet | Supplemento a Urania 785                  | Maggio 1979   |
| 16     | Murray Leinster             | Millemondinverno 1979: Tre romanzi completi di Murray Leinster          | Tre romanzi di genere vario: - Il pianeta del tesoro - La chiave dello spazio - Spaceman | Supplemento a Classici di Fantascienza 32 | Novembre 1979 |
| 17     | David Duncan                | Millemondiestate 1980: Tre romanzi completi di David Duncan             | Tre romanzi di fantascienza dura: - Il Pianeta Nero - L'albero della vita - Missile senza tempo | Supplemento a Urania 836                  | Maggio 1980   |
| 18     | Mack Reynolds               | Millemondinverno 1980: Tre romanzi completi di Mack Reynolds            | Tre romanzi di fantascienza sociologica: - Chi vuole distruggere l'America? - Il segreto delle Amazzoni - Genoa-Texcoco: zero a zero | Supplemento a Urania 864                  | Novembre 1980 |
| 19     | J. G. Ballard               | Millemondiestate 1981: Tre romanzi completi di J. G. Ballard            | Tre romanzi di fantascienza apocalittica: - Deserto d'acqua - Il vento dal nulla - Condominium | Supplemento a Urania 889                  | Maggio 1981   |
| 20     | Clifford D. Simak           | Millemondinverno 1981: Tre romanzi completi di Clifford D. Simak        | Tre romanzi di science fantasy: - L'immaginazione al potere - Fuga dal futuro - Pellegrinaggio vietato | Supplemento a Classici di Fantascienza 57 | Dicembre 1981 |
| 21     | Jeff Sutton                 | Millemondiestate 1982: Tre romanzi completi di Jeff Sutton              | Tre romanzi di genere vario: - Sparate a vista su John Androki - Alpha Tauri: missione n. 92 - Mnemoblocco di Stato | Supplemento a Urania 920                  | Giugno 1982   |
| 22     | L. P. Davies                | Millemondinverno 1982: Tre romanzi completi di L. P. Davies             | Tre romanzi di giallo fantascientifico: - Psicospettro - Lo straniero - La valle condannata | Supplemento a Classici di Fantascienza 68 | Novembre 1982 |
| 23     | Robert Silverberg           | Millemondiestate 1983: Tre romanzi completi di Robert Silverberg        | Tre romanzi di genere vario: - Il sogno del tecnarca - Invasori silenziosi - La città labirinto | Supplemento a Urania 946                  | Giugno 1983   |
| 24     | Kit Pedler e Gerry Davis    | Millemondinverno 1983: Tre romanzi completi di Kit Pedler e Gerry Davis | Tre romanzi di fantascienza apocalittica: - Lebbra antiplastica - L'effetto dinosauro - Dynostar | Supplemento a Classici di Fantascienza 80 | Novembre 1983 |
| 25     | Louis Charbonneau           | Millemondiestate 1984: Tre romanzi completi di Louis Charbonneau        | Tre romanzi di fantascienza distopica: - I cristalli maledetti - Psi 40: La droga per tutti - Killer sull'asteroide | Supplemento a Urania 973                  | Giugno 1984   |
| 26     | Ron Goulart                 | Millemondinverno 1984: Tre romanzi e 11 racconti di Ron Goulart         | Tre romanzi e una raccolta di racconti di fantascienza sociologica: - L'arma dei Walbrook - La grande clessidra - Watergate 2021 - Uomini macchine e guai. Raccolta di undici racconti allestita dall'autore. | Supplemento a Classici Urania 92          | Novembre 1984 |
| 27     | Murray Leinster             | Millemondiestate 1985: 3 romanzi e 3 racconti di Murray Leinster        | Tre romanzi e una raccolta di racconti di genere vario: - L'orrore di Gow Island - La terra degli Uffts - I Greks portano doni - I tre della Stella Nera. Raccolta di tre racconti creata per il mercato italiano. | Supplemento a Urania 998                  | Giugno 1985   |
| 28     | Bob Shaw                    | Millemondinverno 1985: Tre romanzi completi di Bob Shaw                 | Tre romanzi di genere vario: - Cronomoto - Quando i neutri emergono dalla Terra - Cosmo selvaggio | Supplemento a Classici Urania 104         | Novembre 1985 |
| 29     | Gianni Montanari (curatore) | Millemondiestate 1986: 3 romanzi brevi e 15 racconti                    | Antologizza le novelle La felicità è un'astronave calda di James Tiptree Jr., George Washington ha dormito qui di Charles L. Harness e Il mondo di Jon di Philip K. Dick, e un racconto a testa di Robert Silverberg, Edmond Hamilton, Mark Twain, Daniel Keyes James Blish, Philip José Farmer, Fritz Leiber, Arthur Conan Doyle, Cordwainer Smith, Silvano Barbesti, Damon Knight e Robert A. Heinlein.                                              | Supplemento a Urania 1025                 | Giugno 1986   |
| 30     | Gianni Montanari (curatore) | Millemondinverno 1986: 4 romanzi brevi e 14 racconti                    | Antologizza le novelle Per vendicare l'uomo di Lester Del Rey, Modello due di Philip K. Dick, L'albero dei soldi di Clifford D. Simak e Manna dal cielo di George R. R. Martin, e un racconto a testa di Spider Robinson, Jack Vance, Richard Cowper, Mariangela Cerrino, Rudyard Kipling, Michael Bishop, Walter S. Tevis, Kingsley Amis, Christopher Anvil, Anna Maria Cossiga, Robert F. Young, Charles L. Grant, Poul Anderson e Timothy Zahn.     | Supplemento a Classici Urania 117         | Novembre 1986 |
| 31     | Gianni Montanari (curatore) | Millemondiestate 1987: 3 romanzi brevi e 13 racconti                    | Antologizza le novelle Polluce Quinto di Chad Oliver, I primitivi di Frank Herbert e O Padrone gentile di Daniel F. Galouye, e un racconto a testa di Damon Knight, Joanna Russ, Marco Pensante, Algis Budrys, Octavia E. Butler, Robert Sheckley, Piero Prosperi, Kate Wilhelm, Wayne Wightman, Ben Bova, Greg Bear, Nancy Kress e Gordon R. Dickson.                                                                                                 | Supplemento a Urania 1051                 | Giugno 1987   |
| 32     | Gianni Montanari (curatore) | Millemondinverno 1987: 3 romanzi brevi e 13 racconti                    | Antologizza le novelle Complotto napoleonico di Poul Anderson e Gordon R. Dickson (in collaborazione), Dolce invasione di Leigh Brackett e Dio di Damon Knight, e un racconto a testa di Fritz Leiber, Joe Haldeman, Vittorio Curtoni, Philip José Farmer, Michael Moorcock, Jack Williamson, Lester Del Rey, Harry Harrison, Charles L. Harness, C. L. Moore, Frederik Pohl, Fabio Lombardi e Kate Wilhelm.                                           | Supplemento a Classici Urania 128         | Novembre 1987 |
| 33     | Gianni Montanari (curatore) | Millemondiestate 1988: 2 romanzi brevi e 13 racconti                    | Antologizza le novelle Operazione sindrome di Frank Herbert e Comunione segreta di Robert Silverberg, e un racconto a testa di A. Bertram Chandler, Michael Bishop, Isaac Asimov, Lino Aldani, Chad Oliver, Thomas M. Disch, Clifford D. Simak, Fritz Leiber, Gregory Benford, G. L. Staffilano, Lucius Shepard, George R. R. Martin e Bruce Sterling.                                                                                                 | Supplemento a Urania 1077                 | Giugno 1988   |
| 34     | Gianni Montanari (curatore) | Millemondinverno 1988: 3 romanzi brevi e 12 racconti                    | Antologizza le novelle I-TEC di Charles L. Harness, Il tensore del desiderio di Wayne Wightman e Qualcuno m'insegue di Ward Moore, e un racconto a testa di Anthony Boucher, Algis Budrys, Mariangela Cerrino, Ursula K. Le Guin, James Tiptree Jr., Richard D. Nolane, James Blish, Fritz Leiber, Gloria Barberi, William Tenn, L. Sprague De Camp e Poul Anderson                                                                                    | Supplemento a Classici Urania 141         | Novembre 1988 |
| 35     | Gianni Montanari (curatore) | Millemondi estate 1989: 3 romanzi brevi e 9 racconti                    | Antologizza le novelle Terra di nessuno di Lucius Shepard, Mosche di Ian Watson, e Mio fratello Leopoldo di Edgar Pangborn, e un racconto a testa di Theodore Sturgeon, Kim Stanley Robinson, Gianluigi Pilu, Harry Turtledove, Damon Knight, Lisa Goldstein, Lester Del Rey, Frank Herbert, Frederik Pohl. | Supplemento a Urania 1103                 | Giugno 1989   |
| 36     | Giuseppe Lippi (curatore)   | Millemondinverno 1989: 2 romanzi brevi e 20 racconti                    | Antologizza le novelle Medea di Thomas M. Disch e Tigre di legno di Lucius Shepard, e un racconto a testa di Gilbert Keith Chesterton, Barry N. Malzberg, Richard McKenna, Roger Zelazny, Bruce Sterling, George Alec Effinger, Ray Bradbury, Ben Bova, Anthony Boucher, Robert F. Young, Renato Pestriniero, Clifford D. Simak, Charles L. Grant, Ron Goulart, Thomas L. Sherred, Fritz Leiber, Bob Leman, Robert Bloch, H. G. Wells, Wayne Wightman. | Supplemento a Classici Urania 152         | Novembre 1989 |
| 37     | Giuseppe Lippi (curatore)   | Millemondiestate 1990: 1 romanzo breve e 15 racconti                    | Antologizza la novella Un carico di problemi di Ben Bova e un racconto a testa di David Brin, Edgar Allan Poe, Joe R. Lansdale, Robert E. Howard, Norbert Wiener, Wayne Wightman, Ron Goulart, Isaac Bashevis Singer, Theodore Sturgeon, William Hope Hodgson, Michael Bishop, Joyce Carol Oates, Vance Aandahl, Steve Gallagher e Dean Wesley. | Supplemento a Urania 1129                 | Giugno 1990   |
| 38     | Giuseppe Lippi (curatore)   | Millemondinverno 1990: 19 racconti                                      | Antologizza un racconto a testa di Kim Stanley Robinson, Catherine Cooke, Grania Davis, Ray Aldridge, Sean McMullen, Ramsey Campbell, L. Sprague De Camp, Alan Dean Foster, Damon Knight, John Varley, Gregory Benford e Gordon Eklund (in collaborazione), Joseph Green e Patrice Milton (in collaborazione), Tom Reamy, Esther M. Friesner, Chet Williamson, Ron Goulart, Charles G. Finney, Henry Spicer e Lord Dunsany.                            | Supplemento a Classici Urania 164         | Novembre 1990 |
| 39     | Giuseppe Lippi (curatore)   | Millemondiestate 1991: 2 romanzi brevi e 16 racconti                    | Antologizza le novelle Dallo spazio profondo di Gregory Benford e L'uomo centenario di Vittorio Catani, due racconti di Isaac Asimov e un racconto a testa di Keith Laumer, Walter S. Tevis, Doris Pitkin Buck, Joanna Russ, L. Sprague De Camp, John Thames Rokesmith, Robert Bloch, Gary Jennings, John Brunner, Ian Watson, Dean Whitlock, Gary Wright, Sheila Finch, Melanie Tem.                                                                  | Supplemento a Urania 1155                 | Maggio 1991   |
| 40     | Giuseppe Lippi (curatore)   | Millemondinverno 1991: 1 romanzo breve e 15 racconti                    | Antologizza la novella L'ultima cittadella della Terra di Henry Kuttner e C. L. Moore (in collaborazione), due racconti di Robert Reed e un racconto a testa di John Morressy, Carolyn Ives Gilman, Wayne Wightman, Mary A. Turzillo, Ray Aldridge, Michael Cassut, Ronald Anthony Cross, Wayne Wightman, Isaac Asimov, Connie Willis, Patricia Anthony, Robert Frazier e Antonio Bellomi.                                                             | Supplemento a Classici Urania 177         | Ottobre 1991  |
| 41     | Giuseppe Lippi (curatore)   | Millemondiestate 1992: 1 romanzo breve e 18 racconti                    | Antologizza la novella In rotta per Bisanzio di Robert Silverberg, due racconti di Bruce Sterling e un racconto a testa di Orson Scott Card, Christopher Priest, Stephen R. Donaldson, Robert Reed, Thomas Ligotti, Brian M. Stableford, Alan Dean Foster, Deborah Wessell, Nancy Etchemendy, Philip José Farmer, Brian W. Aldiss, Henry Slesar, William Rotsler, Paolo Brera, Barry N. Malzberg e Bob Shaw.                                           | Supplemento a Urania 1181                 | Maggio 1992   |
| 42     | Giuseppe Lippi (curatore)   | Millemondinverno 1992: 2 romanzi e 5 racconti                           | Antologizza il romanzo Il flusso del tempo di John Taine, la novella Modificazione genetica di Nancy Kress e un racconto a testa di Alan Brennert, Paul Di Filippo, Karen Joy Fowler e Robert Reed. | Supplemento a Classici Urania 188         | Ottobre 1992  |
| 43     | Giuseppe Lippi (curatore)   | Millemondi estate 1993: 1 romanzo breve e 11 racconti                   | Antologizza il romanzo Impatto mortale di Algis Budrys, due racconti di Robert Reed e un racconto a testa di Isaac Asimov, Ron Goulart, John Brunner, John Kessel, Carrie Richerson, Ian Watson, Jack Williamson, Gene Wolfe e Algernon Blackwood. | Supplemento a Urania 1208                 | Maggio 1993   |
| 44     | Giuseppe Lippi (curatore)   | Millemondi inverno 1993: 16 racconti                                    | Antologizza un racconto a testa di Mark Budz, Rick Wilber, Nancy Springer, Brian W. Aldiss, Kate Wilhelm, Michael G. Coney, Kit Reed, Alan Dean Foster, Jack Cady, Harry Turtledove, Ron Goulart, David G. Nordley, David Brin, Barry N. Malzberg, Gianni Brera e Paolo Brera (in collaborazione) e Ben Bova. | Supplemento a Classici Urania 200         | Ottobre 1993  |
| 45     | Giuseppe Lippi (curatore)   | Millemondiestate 1994: 20 racconti                                      | Antologizza un racconto a testa di Bruce Sterling e Rudy Rucker (in collaborazione), Ron Goulart, Ed Gorman, R. Garcia y Robertson, Michael G. Coney, Grania Davis, Jane Yolen, Paul Di Filippo e Marc Laidlaw (in collaborazione), William Gibson, Robert Silverberg, Brian W. Aldiss, Thomas M. Disch, Ursula K. Le Guin, Robert Reed, Anne McCaffrey, Elizabeth Hand, Lisa Goldstein, Dale Bailey, Antonio Bellomi e Robert Frazier.                |                                           | Maggio 1994   |

## Seconda serie
| Numero | Autore                    | Titolo                                                           | Contenuti | Data           |
| ------ | ------------------------- | ---------------------------------------------------------------- | --- | -------------- |
| 1      | Giuseppe Lippi (curatore) | Millemondi Inverno 1994: 1 romanzo e 11 racconti                 | Antologizza il romanzo Joyleg di Avram Davidson e Ward Moore e un racconto a testa di Bridget Mckenna, Walter J. Williams, Sarah Smith, Joyce K. Jensen, Mark McCloskey, Ludmila Freiova, Algernon Blackwood, Barry N. Malzberg, Nina Kiriki Hoffman, Lawrence Watts-Evans e Pierfrancesco Prosperi. | Novembre 1994  |
| 2      | Gardner Dozois (curatore) | Millemondi Primavera 1995: Un'antologia a cura di Gardner Dozois | Primo tomo dell'antologia The Year's Best Science Fiction: Seventh Annual Collection (St. Martin's Press, 1990), comprende dodici racconti pubblicati nell'anno 1989. | Marzo 1995     |
| 3      | Giuseppe Lippi (curatore) | Millemondi Estate 1995: Invasioni dallo spazio                   | Due romanzi e tre racconti di invasione aliena: - Gli invasati di Jack Finney - Gli dei odiano il Kansas di Joseph Millard - "Il vegano" di Eric Frank Russell - "La cupola nel deserto" di Walter Miller jr. - "Incognita lunare" di Robert Moore Williams                                          | Giugno 1995    |
| 4      | Giuseppe Lippi (curatore) | Millemondi Autunno 1995: Uomini e superuomini                    | Tre romanzi e un racconto con protagonisti eroici o semidivini: - La spada di Rhiannon di Leigh Brackett - Orion di Ben Bova - Roger Two Hawks di Philip José Farmer - "Il tempio di Ianga" di Rosa Lisa Battistella                                                                                 | Settembre 1995 |
| 5      | Gardner Dozois (curatore) | Millemondi Inverno 1995: Un'antologia a cura di Gardner Dozois   | Secondo tomo dell'antologia The Year's Best Science Fiction: Seventh Annual Collection (St. Martin's Press, 1990), comprende dodici racconti pubblicati nell'anno 1989. | Novembre 1995  |
| 6      | Gardner Dozois (curatore) | Millemondi Primavera 1996: Supernovæ (I parte)                   | | Febbraio 1996  |
| 7      | AA.VV                     | Millemondi Estate 1996: Avventure nello spazio                   | | giugno 1996    |
| 8      | AA.VV                     | Millemondi Autunno 1996: 20 racconti                             | | settembre 1996 |
| 9      | Gardner Dozois (curatore) | Millemondi Inverno 1996: Supernovæ (II parte)                    | | Novembre 1996  |

## Pocket neri
10. Millemondi primavera 1997, Il regno del crepuscolo
11. #Millemondi estate 1997, Il pianeta del tesoro. Tre "storie di mare" nello spazio
12. #Millemondi autunno 1997, Le meraviglie dell'invisibile, a cura di David G. Hartwell
13. #Millemondi inverno 1997, L'uomo che non poteva morire e altri misteri
14. #Millemondi primavera 1998, Strani giorni, a cura di Franco Forte e Giuseppe Lippi. Primo Millemondi espressamente dedicato alla fantascienza italiana con una antologia di 22 racconti di autori italiani. -Corpus Domini, DI Remo Guerrini -Tempora! Mores!, DI Diego Gabutti  -La dignità della volpe,Di Vittorio Curtoni  -Arance precoci, DI Gian Paolo Simi  -Sepultura, DI Valerio Evangelisti  -Gli inappartenenti, DI Salvatore Perillo  -Esagrammi, DI Antonio Piras  -Riciclaggio, DI Carlo Formenti  -Mekong, DI Alberto Cola  -Bestiario di fine epoca, DI Gianni Menarini  -Fan da Cefeo, DI Primo Levi  -Garze, DI Dario Tonani  -Il quiz di Valdemar, DI Silverio Novelli  -La strategia del branco, DI Giovanni Burgio  -Lo spirito custode, DI Giuseppe O. Longo  -Strange Day, DI Gloria Barberi  -2797, Croniche della guerra al tenore, DI Roberto Barbolini  -Nel ventre di Napoli, DI Francesco Grasso  -Relitti, DI Renato Pestriniero  -L'archivio dello spazio, DI Claudia Ratti  -Starlight, DI Fabio Calabrese  -Il treno ferma in galleria, DI Gabriella Scialdone
15. Fantasex, a cura di Ellen Datlow
16. Le trappole dell'ignoto, a cura di David G. Hartwell
17. I tempi che corrono, a cura di Bill Adler, jr.
18. La macchina che uccide, a cura di Ric Alexander
19. Creature dallo spazio profondo
20. Il gioco infinito, a cura di David G. Hartwell
21.  Speciale estate 1999 - Ai confini della galassia
22. Gli occhi di Medusa
23. Dimensioni vietate
24. Al posto dell'umanità
25. Al suono di una musica aliena, a cura di David G. Hartwell

## Riquadro codice a barre
26. Avventure nell'ignoto, a cura di Robert Silverberg
27. Shock (1ª parte), di Richard Matheson
28. Segugi del futuro
29. Nuove avventure nell'ignoto, a cura di Robert Silverberg

## Titolo grande immagine nel cerchio
30. Futuro remoto. Tre romanzi completi di E. Hamilton, J. White, P. Anderson
31. Pianeti per tutti, Speciale estate 2001 - Tre romanzi completi (Le case di Iszm (1954) di Jack Vance, Almuric (1939) di Robert E. Howard e La legge dei Vardda (1952, poi revisionato nel 1976) di Leigh Brackett)
32. Shock (2ª parte), di Richard Matheson
33. Astronavi maledette - Tre romanzi completi (L'astronave del massacro, di James White; La cosmonave dei ventiquattro, di Gordon R. Dickson; L'ultima astronave, di Murray Leinster)
34. Missione nell'universo - Tre romanzi completi (Il viaggio dello Star Wolf, di David Gerrold; Astronave Redshift, di John E. Stith; Scontro finale, di Ted Reynolds)
35. Il vagabondo dello spazio - Due romanzi e 16 racconti di Fredric Brown
36. In fondo al nero (racconti horror)
37. L'opera dello spazio, di Jack Vance
38. Medusa e altre incognite, di Theodore Sturgeon
39. Pionieri dell'infinito - Tre romanzi completi (Pionieri dell'infinito, di Jerry Sohl; L'occhio del purgatorio, di Jacques Spitz; La stella della vita, di Edmond Hamilton)
40. Scorciatoie nello spaziotempo, a cura di David G. Hartwell
41. Trappole nel tempo - Tre grandi classici (La legione del tempo, di Jack Williamson; Trappola nel tempo, di Rog Phillips; Resurrezione, di Jerry Sohl)
42. Lo scudo di Marte - racconti di vari autori
43. Futuro a mille - Tre romanzi completi di Edmond Hamilton, (Incidente nello spazio, Pianeta perduto, Il distruttore di stelle)
44. Venti galassie - racconti di vari autori
45. Myron Tany & I vandali dello spazio - Tre romanzi di Jack Vance (Myron Tany 1 - Fuga nei mondi perduti, Myron Tany 2 - Lurulu, I vandali dello spazio)
46. Stelle che bruciano, a cura di David G. Hartwell e Kathryn Cramer
47. Psychon e altri simulacri - Romanzi e racconti di Daniel F. Galouye, (Psycon, Simulacron 3, Partenza domenica (5 racconti) - Il tempio di Satana)
48. L'altra faccia della realtà, a cura di David G. Hartwell e Kathryn Cramer
49. Il meglio della SF / II - L'Olimpo dei classici moderni, a cura di Gardner Dozois
50.  Millemondi inverno 2010. Un impero per l'inferno, due romanzi finalisti premio Urania: Ph0xGen! di Italo Bonera e Paolo Frusca; Ascensore per l'ignoto di Stefano Carducci e Alessandro Fambrini
51.  Millemondi primavera 2010. Il sogno del vuoto, romanzo unico di Peter F. Hamilton
52.  Millemondi estate 2010. Controrealtà. 26 racconti di G. Dozois, J. Haldeman, A. Reynolds, S. Baxter, M. Swanwick, N. Kress, I.R Macleod, G. Benford ed altri. a cura di David G. Hartwell e Kathryn Cramer
53. Pianeti dell'impossibile. 16 racconti di vari autori europei. a cura di J. e K. Morrow
54. I draghi del ferro e del fuoco. I due romanzi di Michael Swanwick ambientati a Faerie: La figlia del drago di ferro e I draghi di Babele.
55. Millemondi primavera 2011. Il tempo del vuoto, secondo romanzo del ciclo del "Vuoto galattico" di Peter F. Hamilton
56. Millemondi estate 2011. Vennero dal futuro, 23 racconti di vari autori statunitensi. Traduzione del Year's Best SF 13 , 2008 a cura di David G. Hartwell e Kathryn Cramer: Tony Ballantyne; John Kessel; Gene Wolfe; Kage Baker; Peter Watts; Stephen Baxter; Robyn Hitchcock; Gwyneth Jones; Marc Laidlaw; Nancy Kress; Greg Egan; Gregory Benford; William Shunn; Karen Joy Fowler; Ken MacLeod; Tim Pratt; Terry Bisson; Ian McDonald; John G. Hemry; Bruce Sterling; James Van Pelt.
57. Millemondi autunno 2011. Lui è leggenda!. 16 racconti di vari autori statunitensi: Stephen King; F. Paul Wilson; Mick Garris; John Shirley; Thomas F. Monteleone; Michael A. Arnzen; Gary A. Braunbeck; John MacClay; William F. Nolan; Ed Gorman; Barry Hoffman; Richard Christian Matheson; Joe R. Lansdale; Nancy A. Collins; Whitley Strieber; Richard Matheson & Charles Beaumont. A cura di Christopher Conlon quale omaggio a Richard Matheson. Contiene post-fazione di Giuseppe Lippi
58. Millemondi inverno 2012. Due mondi oltre la soglia. 2 racconti lunghi di autori italiani: J.P. Rylan: Anharra. L'eredità di sangue (o Anharra. Il cerchio del destino); E. Passaro: La guerra delle maschere; introduzione di Giuseppe Lippi
59. Millemondi primavera 2012. Graffiti nella biblioteca di Babele. I migliori racconti dell'anno di G. Benford, J. McDevitt, A. Reynolds, M. Swanwick, V. Vinge e altri.
60. Millemondi estate 2012. L'evoluzione del vuoto/1. Prima parte del terzo e ultimo romanzo componente il ciclo del "Vuoto Galattico" di Peter F. Hamilton.
61. Millemondi autunno 2012. L'evoluzione del vuoto/2. Seconda parte del terzo e ultimo romanzo componente il ciclo del "Vuoto Galattico" di Peter F. Hamilton.

## Serie grigia
62. Millemondi inverno 2013. Cosmolinea B-1. Prima parte della raccolta di tutti i racconti di Fredric Brown.
63. Millemondi primavera 2013. Cosmolinea B-2. Seconda parte della raccolta di tutti i racconti di Fredric Brown.
64. Millemondi estate 2013. Il fantasma di Laika e altri racconti. Antologia a cura di David G. Hartwell e Kathryn Cramer.
65. Millemondi autunno 2013. AAA Asso Decontaminazioni Interplanetarie. Racconti di Robert Sheckley.
66. Millemondi inverno 2013. Il futuro di vetro. Antologia a cura di David G. Hartwell.
67. Millemondi primavera 2014. Il libro del fiume e delle stelle. Dittico di Ian Watson: Il libro del fiume, Il libro delle stelle.
68. Millemondi estate 2014. I riti dell'infinito. Tre romanzi di Michael Moorcock: Il veliero dei ghiacci, Il campione eterno e I riti dell'infinito.
69. Millemondi autunno 2014. Pandora e altri mondi. Due romanzi completi di Frank Herbert (Progetto coscienza) e Bill Ransom (Salto nel vuoto).
70. Millemondi inverno 2014. Il viaggio di Tuf. Sette racconti di George R. R. Martin (La stella del morbo, Pani e pesci, Guardiani, Fare il bis, Una bestia per Norn, Chiamatelo Mosè, Manna dal cielo).
71. Millemondi primavera 2015. Il libro dello spazio. Quindici racconti di Fritz Leiber (Sanità mentale, Cercasi nemico, Alice e l'allergia, L'uomo che non ringiovaniva, Le maschere, Un secchio d'aria, Povero superuomo, La casa del passato, La luna è verde, Brutta giornata per gli affari, Anche i duri piangono,  Che cosa sto facendo là dentro ? , Rump-titti-titti-tum-Ta-ti, Il demone verde, Il Grappolo Beat) e il romanzo Il verde millennio (1953). Introduzione di Giuseppe Lippi.
72. Millemondi estate 2015. Cronache di Mondo9 di Dario Tonani.
73. Millemondi autunno 2015. Il Libro del Tempo. Quindici racconti di Fritz Leiber (Manicomio a sessantaquattro caselle, L'amico dell'elettricità, 237 statue parlanti eccetera, Quando soffiano i venti del cambiamento, Le cerchie ristrette, La nave delle ombre, La guerra dell'Inoal, America bella, Mezzanotte sull'orologio di Morphy, L'espresso per Belsen, Fermate quello Zeppelin!, La morte dei principi, Il gioco del sette) e il romanzo breve I tre tempi del destino.
74. Millemondi primavera 2016. Le stelle dei giganti. Tre romanzi di James P. Hogan: Lo scheletro impossibile (1977), Chi c'era prima di noi (1978) e La stella dei giganti (1981), che insieme compongono i primi tre romanzi del Ciclo dei giganti.
75. Millemondi primavera estate 2016 ,Tutti i mondi possibili  PARTE 1ª ; Traduzione dell'antologia Year's Best SF31 2014 a cura di Gardner Dozois. Racconti di : Jan R. MacLeod (Il paese scoperto); Lavie Tidhar (Il libraio); Nancy Kress (Percorsi); Sunny Moraine (Un cumulo di immagini spezzate); Jay Luke (La roccia delle ere); Geoff Ryman (Rosary e Goldenstar); Karl Bunker (Ali grigie); Carrie Vaughn (Il nostro meglio); Paul J. McAuley ( Forme transizionali); Robert Reed ( Mentale prezioso); Allen M. Steele (Sangue marziano).
76. Millemondi autunno - inverno 2016 , Tutti i mondi possibili  PARTE 2ª ; Traduzione dell'antologia Year's Best SF31 2014 a cura di Gardner Dozois. Racconti di: Greg Egan (Zero in condotta); Aliette de Bodard (Verso le stelle); Alastair Reynolds (Una mappa di Mercurio); Nancy Kress (Uno); Martin L. Shoemaker (Omicidio sull'Aldryn Express); Jake Kerr(Frammenti biografici dalla vita di Julian Prince); Ken Liu (Il flagello); Sandra McDonald (La flotta); Michael Swanwick ( Il ghigno segreto della lupa); Alexander Jablokov (Giornataccia a Boscobel); Van Nolan (L'astronauta irlandese); Neal Asher (L'altra pistola).
77. Millemondi primavera 2017 , Tutti i mondi possibili  PARTE 3ª ; Traduzione dell'antologia Year's Best SF31 2014 a cura di Gardner Dozois. Racconti di: Lavie Tidhar (Natura umana); Ian McLeod (Intrecciati); Stephen Baxter	(Earth 1); Sean McMullen (Technarion);  Melissa Scott (Cercatori); Ian McDonald (L' Aria della regina della notte); Brendan DuBois (Vivide stelle); James Patrick Kelly (La Promessa dello spazio); Damien Broderick (Redivivi)
78. Millemondi estate 2017 , tre romanzi di Fredric Brown: Progetto Giove; Uno strano cliente; Gli strani suicidi di Bartlesville
79. Millemondi autunno - inverno 2017 , due romanzi di Samuel R. Delany: Einstein perduto; Nova
80. Millemondi primavera 2018 ,Mondi senza fine  PARTE 1ª ; Traduzione della 34ª antologia Year's Best SF31 2017 a cura di Gardner Dozois.  Racconti di : Lavie Tidhar (Terminal); Geoff Ryman (Quelle ombre ridono); Karl Bunker (Respirano tutti all'unisono); Carolyn Ives Gilman (In viaggio con l'alieno); Matthew Claxton ( Patience Lake); Rich Larson ( Jonas e la Volpe); Gord Sellar (Prodigo); Kathe Koja e Carter Scholz (KIT: si necessita assemblaggio); Gregory Benford (Il vortice); Paul J. McAuley (Gli elfi dell'Antartide); Ian McHugh (I divoratori di neonati); Aliette de Bodard (Recuperare gli spettri); Craig DeLancey (RedKing); Sam J. Miller (Cose con la barba); Shariann Lewitt (Lavoro sul campo).
81. Millemondi estate 2018 ,Mondi senza fine  PARTE 2ª ;Traduzione della 34ª antologia Year's Best SF31 2017 a cura di Gardner Dozois.  Racconti di :David Gerrold Le ulteriori avventure di Mr. Costello; Rich Larson Innumerevoli luci scintillanti; Steven Barnes Cinquanta sfumature di grigi; Alastair Reynolds Sedici domande per Kamala Chatterjee; Pat Murphy e Paul Doherty Freddo conforto; Nina Allan L'arte di viaggiare nello spazio; Derek Künsken Fuga dalle ere; Samantha Henderson Le mie generazioni leveranno lodi; Stephen Baxster Marte sussiste; Ian R. MacLeod Il visitatore da Taured; Bill Johnson Quando vola l'Aquila di pietra; Lavie Tidhar La specie in via di estinzione; James Patrick Kelly Una sorella, due sorelle, tre.
82. Millemondi autunno 2018 ,Mondi senza fine  PARTE 3ª; Traduzione della 34ª antologia Year's Best SF31 2017 a cura di Gardner Dozois.  Racconti di : Ken Liu Dispacci dalla culla: l'eremita - Quarantotto ore nel mare del Massachusetts; Eleanor Arnason Pianeta a scacchiera; Paolo Bacigalupi Il modello Mika; Carrie Vaughn Quel gioco che facevamo durante la guerr; Charlie Jane Anders Perché il cambiamento era l'oceano e vivevamo grazie alla sua misericordia; Ted Kosmakta Colui che non é; Mercurio D. Rivera Quelle stelle più luminose; Maggie Clark Una torre per il mono che verrà; Melissa Scott Primogenito, Ultimogenito; Ian McDonald Ilk Natale delle donne; Alastair Reynolds Il Tattico di Ferro.
83. Millemondi primavera 2019, Strisciavano sulla sabbia; due romanzi di Hal Clement: Strisciava sulla sabbia; La cura impossibile
84. Millemondi estate 2019, Strani mondi a cura di Franco Forte; secondo Millemondi espressamente dedicato alla fantascienza italiana con una antologia di 15 racconti di fantascienza di autori italiani: (Giulia Abbate con Elena Di Fazio, Sandro Battisti, Franci Conforti, Davide Del Popolo Riolo, Nicola Fantini, Clelia Farris, Lorenzo Fontana con Andrea Tortoreto, Lukha B. Kremo, Maico Morellini, Piero Schiavo Campo, Dario Tonani, Emanuela Valentini, Claudio Vastano, Alessandro Vietti, Alain Voudì).
85. Millemondi inverno 2019, Storie di altri Universi tre antologie di R. A. Lafferty
86. Millemondi primavera 2020, Infiniti Universi PARTE 1ª ; Traduzione della 35ª antologia Year's Best SF35 2018 a cura di Gardner Dozois. Racconti di :  Indrapramit Das La Luna non è un campo di battaglia; R.S. Benedict Il mio nome inglese; Rich Larson Una serata con Severyn Grimes; Carter Scholz Vanguard 2.0; Michael Swanwick L'espresso delle stelle; Linda Nagata L'Obelisco marziano; Kelly Robson Noi che viviamo nel cuore; Ray Nayler Tempo invernale condiviso; Nancy Kress Cara Sarah; Alastair Reynolds Paesaggipo notturno; Aliette de Bodard Il drago che volò fuori dal Sole; Naomi Kritzer Aspettando la fine del mondo al Patty's Place Cafè; James S. A. Corey La fame dopo che ti sei nutrito; Jack Skillingstead e Burt Courtier Assassini; Bill Johnson Incamminandosi verso casa.
87. Millemondi estate 2020, Distòpia a cura di Franco Forte. Racconti di autori italiani: HECTOR di Paolo Aresi;COGITO ERGO SUM di Valeria Barbera;NINFE SBRANATE di Francesca Cavallero;YAMAPUR di Alberto Cola;IL DISTILLATORE di Milena Debenedetti;AL SERVIZIO DI UN OSCURO POTERE di Giovanni De Matteo;NEGLI OCCHI DI CHI COMANDA di Linda De Santi;LA FREDDA GUERRA DEI MONDI di Valerio Evangelisti; FACCIAMO VENERDÌ di M. Caterina Mortillaro; A SCRIVERE DISTOPIE di Simonetta OlivoLILIA (UN’ESTATE) di Giampietro Stocco;TRANNE LA PELLE di Nicoletta Vallorani;SEOCRAZIA di Andrea Viscusi.
88. Millemondi inverno 2020, Infiniti Universi PARTE 2ª ; Traduzione della 35ª antologia Year's Best SF35 2018 a cura di Gardner Dozois. Racconti di : Jaine Fenn Il colpo marziano; Lavie Tidhar La strada per il mare ; Greg Egan La valle misteriosa ; Indrapramit Das Il senzamondo ; Jessica Barber e Sara Saab Panumanesimo: speranza e prammatica ; Harry Turtledove Zigeuner, zingaro ; Alec Vevala-Lee Il terreno della prova ; Tobias S. Buckell Lo zen e l'arte della manutenzione di astronavi ; Sean McMullen La macchina dell'influenza ; Nancy Kress Canoa ; Kelly Jennings La storia dell'invasione raccontata in cinque cani ; Ian McHugh Triceratopi.
89. Millemondi primavera 2021, Infiniti Universi PARTE 3ª ; Silvia Moreno-Garcia Primo meridiano ; Eleanor Arnason Mine ; Rich Larson C'erano un tempo alberi di olivo ; Madeline Ashby Morte su Marte ; Bruce Sterling L'elefante sul tavolo ; Suzanne Palmer Scinco numero trentanove ; Vina Jie-Min Prasad Una serie di bistecche ; Finbarr O'Reilly Il costruttore di barche di Ballyvoloon ; Robert Reed Il residuo del fuoco ; Maureen McHugh Marciapiedi ; Michael F. Flynn Nexus.
90. Millemondi estate 2021, Temponauti a cura di Franco Forte; Fabio Aloisio L'ultima lettera ; Franci Conforti L'impronta del passato presente ; Davide De Boni Corvi ; Luigi De Pascalis La crononauta di Hawking ; Davide Del Popolo Riolo Il giorno in cui vinsi la guerra del passato ; Lanfranco Fabriani Saluti e baci da Amboise ; Clelia Farris Le parole ; Andrea Franco Mangiatempo ; Lukha B. Kremo La creatrice di tempi ; Flavia Imperi Chronology ; Leonardo Patrignani Caccia al tesoro ; Giovanna Repetto Corpi paralleli ; Dario Tonani Tectiti ; Claudio Vastano L'orizzonte degli eventi.
91. Millemondi dicembre 2021, Nuove frontiere. Parte 1 (The Year's Best Science Fiction Vol. 1: The Saga Anthology of SF 2020) a cura di Jonathan Strahan; racconti di: Charlie Jane Anders La libreria alla fine dell’America ; Tobias S. Buckell Il complesso industriale turistico galattico ; Indapramit Das Kali_Na ; Saleem Haddad Il canto degli uccelli ; Suzanne Palmer Il pittore degli alberi ; Karin Tidbeck L’ultimo viaggio di Skidbladnir ; Malka Older Una lanterna e scale a pioli robuste ; Ted Chiang È il 2059 e i ragazzi ricchi stanno ancora vincendo ; Rich Larson La vigilia del contagio a Casa Noctambulous ; Han Song Sottomarini ; S.L. Huang Come l’ultima cosa sperimentata ; Fran Wilde Un catalogo di tempeste ; Anil Menon I robot dell’Eden ; Alice Sola Kim Ora aspetta questa settimana ; Peter Watts Cyclopterus .
92. Millemondi marzo 2022, Nuove frontiere. Parte 2 (The Year's Best Science Fiction Vol. 2: The Saga Anthology of SF 2020) a cura di Jonathan Strahan; racconti di: Suyi Davies Okungbowa Il canto delle dune ; Tegan Moore Il lavoro dei lupi ; Elizabeth Bear Contorni morbidi ; N. K. Jemisin Pelle di emergenza ; Ken Liu Pensieri e preghiere ; Alec Nevala-Lee Alla caduta ; Vandana Singh Ricongiungimento ; E. Lily Yu Vetro verde: una storia d’amore ; Sofia Rhei Storie segrete di porte ; Greg Egan Questa non è la via di casa ; Chinelo Onwualu Ciò che disse l’uomo morto ; Fonda Lee Ho creato una fidanzata deepfake (28M) e adesso i miei genitori pensano che ci sposeremo ; Caroline M. Yoachim L’arcronologia dell’amore .
93. Millemondi luglio 2022, Primo contatto a cura di Franco Forte; racconti di: Romina Braggion L'aliena dalla pelle di luna ; Mariangela Cerrino Queste infinite colline ; Claudio Chillemi Il Bloop ; Elena di Fazio Sabotaggio ; Nicola Fantini Nella serra ; Elisa Franco Travelers in Pink ; Nino Martino Pianeta viola ; Luca Masali Fossae Medusae ; Furio Lc Rex Oltre l'Event Horizon ; Monica Serra I riparatori dell'ordine ; Nicoletta Vallorani Se ci chiamano dei ; Axa Lydia Vallotto Un diverso tipo di silenzio ; Enrica Zunic Sole?
94. Millemondi Magnum, dicembre 2022; Trilogia dei mendicanti. Tre romanzi di Nancy Kress: Mendicanti di Spagna, Mendicanti e superuomini e La rivincita dei mendicanti.
95. Millemondi marzo 2023, Tre romanzi completi di Edmond Hamilton (La stella della vita, Gli incappucciati d'ombra, La spedizione della V Flotta)
96. Millemondi luglio 2023, Coloni dell’universo a cura di Franco Forte; racconti di: Paolo Aresi Manuel Soto Ortega, colono di Marte ; Davide Camparsi Tra tutti gli infiniti mondi ; Francesca Cavallero Chora ; Franci Conforti Colonikon Evangelion ; Lorenzo Iacobellis Altri soli, altri animali, altri alberi. Un altro mondo ; Alessandro Montoro La musa inquietante ; Maico Morellini Mimes ; Daniela Piegai La fattoria perduta ; Franco Ricciardiello L’altro confine della notte ; Laura Silvestri Avery 2ΔBμ ; Gianpietro Stocco Le nuvole hanno occhi ; Silvia Treves Collo di bottiglia ; Alessandro Vietti Il silenzio del cielo.
97. Millemondi dicembre 2023, Altre storie, altri mondi PARTE 1ª ; Traduzione dell'antologia Year's Best SF 2021 a cura di J. Strahan racconti di: Vina Jie-Min Prasad Guida per razze da lavoro ; Rebecca Campbell Un importante fallimento ; Sarah Gailey Da droni a vomeri ; Meg Elison La pillola ; Yooh Ha Lee La sirena astronauta ; Max Barry Veniva da Cruden Farm ; Gene Doucette La catastrofe di Schrödinger ; Andy Dudak L'esplosione di Midstrathe ; Nadia Afifi L'underground Bazar del Bahrein ; Ken Liu 50 cose che un'IA che lavora con gli umani dovrebbe sapere ; Alastair Reynolds Performance raffinata ; Timons Esaias VAI. ADESSO. RISOLVI. ; A. T. Greenblatt Brucia, o la vita episodica di Sam Wells come super .
98. Millemondi marzo 2024, Altre storie, altri mondi PARTE 2ª ; Traduzione dell'antologia Year's Best SF 2021 a cura di J. Strahan racconti di: Rich Larson Come Quini il calamaro perse il suo Klobučar ; Pat Cadigan L'ultima esibizione dell'incredibile Ralphie ; Maureen McHugh Il giallo e la percezione della realtà ; Ray Nayler Padre ; Suzanne Palmer Non badare a me ; Karl Schroeder Il suicidio dei nostri problemi ; Ozzie M. Gartrell La transizione di OSSOSI ; Charlie Jane Anders Se capisci cosa intendo ; Usman T. Malìk Al di là di queste stelle altre tribolazioni d'amore ; Marian Denise Moore Una padronanza del tedesco ; Tochi Onyebuchi Come liquidare risarcimenti: un documentario ; Nick Wolven Sparklybits ; Neon Yang Alla ricerca del [Volo X] .
99. Millemondi luglio 2024, Micronauti (trilogia) di Gordon M. Williams  .
100. Millemondi dicembre 2024, La casa femmina e altri racconti di Lino Aldani.
101. Millemondi marzo 2025, Corrente nera (trilogia) di Ian Watson  .
102. Millemondi luglio 2025, Spazio infinito Parte 1 a cura di Bryan Thomas Schmidt racconti di: Orson Scott Card Scuola della flotta: rinnegato; Brian Herbert e Kevin J. Anderson Le acque del Kanly; William C. Dietz Il buon pastore; Cordwainer Smith Il gioco del topo; Lois McMaster Bujold I confini dell'infinito; Elizabeth moon Tutto in un giorno di lavoro; Dave Bara L'ultimo giorno di addestramento; Catherine Asaro La paga dell'onore; Nnedi Okarafor Binti; Larry Niven e Jerry Pournelle Riflesso; Jean Johnson Come essere un barbaro sul finire del venticinquesimo secolo.